# Danilo Lopes Cezario
Danilo Lopes Cezario (* 25. April 1991 in Bicas), auch Danilo genannt, ist ein brasilianischer Fußballspieler.

## Karriere
Danilo Lopes Cezario erlernte das Fußballspielen in den brasilianischen Jugendmannschaften von Grêmio Osasco Audax, CA Lemense und dem FC Santos. Seinen ersten Vertrag unterschrieb er 2012 in Penápolis beim CA Penapolense. Bis Mitte 2017 spielte er für die brasilianischen Vereine CRA Catalano, AA Anapolina, Goiás EC, Vila Nova FC, Paraná Clube und dem Rio Claro FC. 2015 gewann er mit dem Goiás EC die Staatsmeisterschaft von Goiás, 2016 belegte er mit dem Anápolis FC den zweiten Platz. Im Juli 2017 wechselte er nach Israel, wo er einen Vertrag bei Hapoel Tel Aviv in Tel Aviv unterschrieb. Am 22. August wurde der Vertrag wieder aufgelöst. NorthEast United FC, ein Fußball-Franchise aus dem indischen Guwahati nahm ihn im September unter Vertrag. Der Verein spielte in der Indian Super League. Nach 18 Spielen ging er Mitte 2018 nach Thailand. Hier unterschrieb er einen Vertrag beim Kasetsart FC. Mit dem Verein aus der Hauptstadt Bangkok spielte er in der zweiten Liga, der Thai League 2. 2019 kehrte er in seine Heimat zurück, wo er bis Mai 2020 für den EC Água Santa und CA Juventus spielte. Im Juli 2020 ging er wieder nach Thailand. Hier verpflichtete ihn der Erstligist Rayong FC. Für den Verein aus Rayong spielte er neunmal in der ersten Liga. Ende Dezember 2020 verließ er Rayong und ging nach Bangkok. Hier unterschrieb er einen Vertrag bis Saisonende beim Zweitligisten MOF Customs United FC. Im Mai 2021 wechselte er nach Chiangmai zum Ligakonkurrenten Chiangmai FC. Für Chiangmai bestritt er 27 Zweitligaspiele. Ende August 2022 verließ er Chiangmai und schloss sich dem Drittligisten Pattaya Dolphins United an. Mit dem Verein aus dem Seebad Pattaya spielte er in der Eastern Region der Liga. Mit dem Verein wurde er am Ende der Saison Meister der Eastern Region. In den Aufstiegsspielen zur zweiten Liga konnte man sich jedoch nicht durchsetzen. Nach 21 Drittligaspielen und zehn geschossenen Toren wurde sein Vertrag im Sommer 2023 nicht verlängert. Im Juli 2023 verpflichtete ihn der North/Eastern Region spielende Drittligist Sisaket United FC. Am Ende der Saison 2023/24 feierte er mit dem Verein aus Sisaket die Meisterschaft der Region. Mit 17 Treffern wurde er Torschützenkönig der Liga. In der Aufstiegsrunde konnte man sich durchsetzen und stieg in die zweite Liga auf. Nach insgesamt 67 Ligaspielen, in denen er 37 Treffer erzielte, wechselte er im Juli 2025 zum ebenfalls in der zweiten Liga spielenden Mahasarakham SBT FC.

## Erfolge
Goiás EC
- Staatsmeisterschaft von Goiás: 2015

Anápolis FC
- Staatsmeisterschaft von Goiás: 2016 (Vizemeister)

Pattaya Dolphins United
- Thai League 3 – East: 2022/23

Sisaket United FC
- Thai League 3 – North/East: 2023/24  ▲

## Auszeichnungen
Thai League 3 – North/East
- Torschützenkönig: 2023/24 (Sisaket United FC/17 Tore)